# V529 Andromedae
Désignations
V529 Andromedae ou HD 8801 est une étoile variable de la constellation d'Andromède. Elle varie autour d'une magnitude apparente de 6,46. D'après la mesure de sa parallaxe annuelle par le satellite Gaia, elle est distante de ∼ 174 a.l. (∼ 53,3 pc) de la Terre.
C'est aussi une étoile Am avec un type spectral de type Am(kA5/hF1/mF2), ce qui signifie qu'elle a la raie K d'une étoile de type spectral A5, la série de Balmer d'une étoile F1 et les raies métalliques d'une étoile F2.

## Variabilité
V529 a été la première étoile connue à combiner des pulsations de type γ Scuti et δ Scuti. Neuf fréquences de pulsation différentes ont été observées, et trois d'entre elles pourraient provenir d'un mode de pulsation stellaire jusqu'alors inconnu.

## Compagnon
V529 Andromedae a un compagnon de magnitude 13 à environ 15″ de distance. C'est une étoile beaucoup plus éloignée que V529 Andromedae, alignée par coïncidence dans le ciel.